# Фёдоров, Лев Александрович
Лев Александрович Фёдоров (10 июня 1936, Москва — 12 августа 2017) — советский учёный-химик, эколог, доктор химических наук. Член КПСС (1957—1991). С 1992 года — активный организатор и участник экологического движения, создатель и руководитель Союза «За химическую безопасность».

## Биография
1946—1953 гг. — обучение в Ставропольском Суворовском военном училище.
1953—1956 гг. — обучение в Костромском военно-химическом училище.
1956—1959 гг. — офицер химических войск.
1959—1964 гг. — обучение на химическом факультете МГУ.
1965—1978 гг. — научный сотрудник Института элементоорганических соединений (ИНЭОС) АН СССР.
1978—1998 гг. — научный сотрудник Института геохимии и аналитической химии (ГЕОХИ) АН СССР/РАН.
Кандидат химических наук (1967), доктор химических наук (1983). Автор ряда монографий и многочисленных статей в области физической химии. С 1983 года начал заниматься экологическими проблемами (диоксины). Автор статей в «Успехах химии» (1990), журнале «Химия и жизнь» (1990—1994), местных и центральных газетах, монографии «Диоксины как экологическая опасность: ретроспектива и перспективы» (1993), участник и докладчик на ежегодных международных диоксиновых конгрессах (с 1992 года).
В 1992 году создал и зарегистрировал Российскую Антидиоксиновую ассоциацию.
В июле 1992 года опубликовал статью о советском химическом оружии в еженедельнике «Совершенно секретно», а в сентябре того же года — в «Московских новостях» (вместе с Вилом Мирзояновым), в связи с чем было возбуждено уголовное дело о разглашении государственной тайны. Позднее дело, по которому Фёдоров проходил лишь  как свидетель, было прекращено за отсутствием состава преступления. 
Теме химического оружия посвятил две монографии, изданные Центром экологической политики России («Химическое оружие в России: история, экология, политика» (1994) и «Необъявленная химическая война в России: политика против экологии» (1995)). Впоследствии занимался смежными проблемами — пестициды, ракетное топливо, биологическое оружие и др.
15 октября 1993 года на первом собрании Союза «За химическую безопасность» (зарегистрированного в качестве общественной экологической организации в 1996 году) был избран его президентом.

## Публикации
- Фёдоров Л. А. Диоксины как экологическая опасность: ретроспектива и перспективы / Отв. ред. канд. хим. наук В. В. Оноприенко; Институт геохимии и аналитической химии им. В. И. Вернадского РАН. — М.: Наука, 1993. — 267 с.
- Фёдоров Л. А. Необъявленная химическая война в России: политика против экологии. — М., 1995.
- Фёдоров Л. А. Ни дня без химии: (календарь-справочник по химической безопасности) / Рец.: чл.-кор. РАН А. В. Яблоков, канд. хим. наук Л. К. Комогорцева. — М.: ЦЭПР, Союз «За химическую безопасность», 1999.
- Фёдоров Л. А., Яблоков А. В. Пестициды — токсический удар по биосфере и человеку / Центр экологической политики России. — М.: Наука, 1999. — 462 с. — (Уроки XX века).
- Фёдоров Л. А. Тропой сталкера: (военно-химический детектив). — М.: СоЭС, 2001. — 54 с.
- Фёдоров Л. А. Где в России искать закопанное химическое оружие?: (химическое разоружение по-русски). — М.: СоЭС, Союз «За химическую безопасность», 2002. — 116 с.
- Фёдоров Л. А. «Москва-Кузьминки»: (военно-химическая оперетта). — М.: СоЭС, Союз «За химическую безопасность», 2002. — 84 с.
- Фёдоров Л. А. Химический бумеранг страны Советов: (хроника жизни ненужного оружия в безалаберной стране). — М., 2003.
- Фёдоров Л. А. Советское биологическое оружие: История, экология, политика. — М.: МСоЭС, 2005. — 302 с. — ISBN 5-88587-243-0.
- Фёдоров Л. А. Химическое вооружение — война с собственным народом: (трагический российский опыт): В трёх томах / Рец.: д-р геогр. наук, проф. Булатов В. И. (Югорский государственный университет), канд. хим. наук, доц. Л. К. Комогорцева (Брянская областная дума); Демократическая партия «Яблоко», Союз «За химическую безопасность». — М.: Лесная страна, 2009. — Т. I, 392 с.; т. II, 240 с.; т. III, 384 с. — ISBN 978-5-91505-012-8.
- Фёдоров Л. А. Химическое разоружение по-русски: (документальный роман). — М.: Новое литературное обозрение, 2011. — 984 с. — (Библиотека журнала «Неприкосновенный Запас»). — 1000 экз. — ISBN 978-5-86793-904-5.
- Fedorov L. A. Soviet Biological Weapons: History, Ecology, Politics = Фёдоров Л. А. Советское биологическое оружие: История, экология, политика. — М.: URSS, 2014. — 288 с. — ISBN 978-5-396-00516-7.